# Bradybaena
Bradybaena is een geslacht van weekdieren uit de klasse van de Gastropoda (slakken).

## Verspreiding en leefgebied
Deze slak, die van oorsprong uit zuidoost Azië komt is ook verspreid over andere landen buiten Azië. In Nederland komt de soort ook voor, maar dan in tropische kassen. In Burgers Zoo (Burgers Busch) is deze landslak op sommige plaatsen algemeen. De slak kruipt op de bladeren maar ook op stammen en in de strooisellaag. In de Engelse taal wordt de soort genoemd als Asian tramp snail. De Nederlandse naam zou dan kunnen zijn Aziatische zwerfslak, vanwege zijn blijkbaar makkelijke manier om zich over meerdere werelddelen te verspreiden. 

## Soort
- Bradybaena similaris (Rang, 1831)